# Caleta de les Ferreries
La caleta de les Ferreries és una petita platja urbana del municipi de Salou (Tarragonès), situada entre la punta de les Ferreries, a llevant, que la separa de la platja dels Capellans, i la punta dels Pilons, a ponent, que la separa de la platja de Llevant. Té una longitud de 19 metres i una amplada mitjana de 7 metres, formada per sorra fina i còdols.
Fent referència a la proximitat de l'antic port natural de Salou, des d'on el rei Jaume I va salpar el 1229 amb un estol de 155 naus, juntament amb els ports de Cambrils i de Tarragona, cap a la conquesta de Mallorca, sobre la platja, al camí de ronda, s'hi va col·locar el 2022 una escultura del rei Jaume I, acompanyada de tres escultures de tres infants, jugant a les roques de la cala, obra de l'escultora Natàlia Ferré. Prop d'aquí s'hi instal·là el 2023 un mural, obra de la ninotaire Pilarín Bayés, on reprodueix la sortida de l'exèrcit de Jaume I.